# Префект лагеря
Префе́кт ла́геря (лат. Praefectus Castrorum) — третий по старшинству офицер римского легиона.
Впервые должность появилась при императоре Октавиане Августе. На неё назначались обыкновенно из числа старых, испытанных центурионов. Префект лагеря принимал на себя командование легионом, если отсутствовал легат или трибун латиклавий. Он был в основном административным руководителем легиона и следил за исправностью разбивки лагеря, лазаретами и обозами, а также за лагерной дисциплиной. Однако в бою он был лишён командных функций. В своём подчинении имел custos armorum. Префект лагеря состоял на службе у легата также в качестве планировщика и на марше обычно следовал в авангарде легиона, а в вечернее время со своим помощником искал подходящее место для разбивки походного лагеря. Кроме того, он заведовал закупкой продовольствия у населения и другого оборудования для воинов.